# Back in Black (album)
Back in Black is het zevende studioalbum van de Australische hardrockband AC/DC, uitgebracht op 25 juli 1980. Het was het eerste album dat AC/DC opnam zonder zanger en voorman Bon Scott, die vlak na het succes van Highway to Hell op 19 februari 1980 was overleden.
Na een korte periode van rouw, waarin de band zelfs overwoog ermee te stoppen, werd besloten om audities te houden. Uit de vele kandidaten kozen ze ten slotte Brian Johnson, zanger van glamrockband Geordie. Met hem als nieuwe leadzanger/tekstschrijver bracht AC/DC Back in Black uit bij Epic Records. Het was na Highway to Hell het tweede album dat Robert John "Mutt" Lange produceerde met AC/DC.
Back in Black is met 50 miljoen exemplaren, waarvan 21 miljoen in de Verenigde Staten, het op twee na meestverkochte album wereldwijd. Door het succes in de Verenigde Staten stond Back in Black in 1998 in het Guinness Book of Records als bestverkochte album van een niet-Amerikaanse, niet-Britse groep in de VS.

## Tracklist
1. Hells Bells[3] – 5:12
2. Shoot To Thrill – 5:17
3. What Do You Do for Money Honey – 3:35
4. Givin' the Dog a Bone[4] – 3:32
5. Let Me Put My Love into You – 4:15
6. Back In Black – 4:15
7. You Shook Me All Night Long – 3:30
8. Have a Drink On Me – 3:59
9. Shake a Leg – 4:06
10. Rock and Roll Ain't Noise Pollution – 4:15